# سيد أباد (قهستان)
سید أباد (بالفارسية: سیدآباد) هي مستوطنة تقع في إيران في قسم قهستان الريفي. يقدر عدد سكانها بـ 72 نسمة بحسب إحصاء 2016.